# Corps de ballet

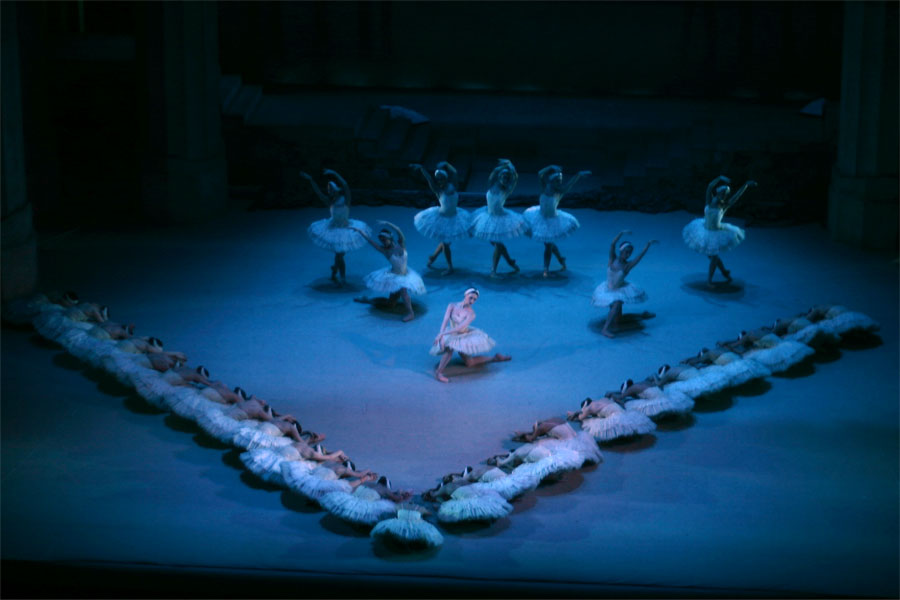
En aquesta escena de El llac dels cignes, el corps de ballet forma una "V", la punta de la qual es dirigeix cap a la part davantera de l'escenari. La seva distribució ressalta va dirigir l'atenció vers la ballarina principal situada sota el focus. Les ballarines que hi ha al seu voltant també formen part del corps de ballet i formen una mena de teló de fons o decorat teatral.

Corps de ballet és un terme de ballet clàssic que es refereix als ballarins en un ballet que ballen com a grup i no com ballarins principals ni com a solistes. Són una part permanent de la companyia de ballet i sovint treballen com a teló de fons per als ballarins principals. També és un rang dins de l'estructura d'una companyia de ballet. Sovint els ballarins de corps reben l'oportunitat d'actuar com a solistes per provar la seva tècnica i la seva capacitat d'actuació davant del públic.
Un cos de ballet funciona com una unitat, amb moviments sincronitzats i el corresponent posicionament a l'escenari. De vegades es fan actuacions amb rols específics per al corps de ballet, com el Vals dels flocs de neu i el Vals de les flors a El Trencanous de Piotr Ilitx Txaikovski.

## Història
La dansa escènica ha evolucionat a partir dels balls de saló que es desenvolupaven com a part de l'educació general, i gradualment aquests balls van ser reemplaçats al segle XVIII per la dansa escènica. És per això que els conjunts de dansa també són una imatge de la societat de la cort.
El fet que un corps de ballet només balli i no realitzi altres tasques corals (cantant o parlant) és relativament nou a la història del teatre. Al segle xviii, per exemple, a les òperes de ballet (òpera-ballet) de Jean Philippe Rameau, sovint hi havia cors que cantaven i ballaven alhora. En certa manera, aquesta tradició ha sobreviscut des de les operetes fins als musicals moderns. Fins al primer terç del segle xix, aquestes tasques sovint eren dutes a terme per altres membres del teatre, i no requerien habilitats de ball molt desenvolupades. El compositor Richard Wagner en el seu contracte com a director de cor al Teatre de Würzburg el 1833, encara estava obligat a participar al ballet dalt l'escenari.
Des del començament del segle xix, el ballet s'ha tornat cada cop més independent de l'òpera. Atès que la dansa puntual s'havia convertit en la tècnica bàsica, calien ballarins especialitzats per a les tasques corals al ballet. Des de llavors, els ballets sovint es duen a terme al mateix edifici que les òperes, però estan separats de les òperes. El corps de ballet "clàssic", que actua al fons dels solistes, correspon aproximadament al cor d'òpera professional. Si bé els conjunts de ballet encara es deien corps a finals del segle xviii, se'ls va donar el nom de corps de ballet al segle xix, basant-se en l'Òpera de París. Al ballet clàssic, per exemple, des de Giselle (1841), el corps de ballet ha requerit moviments sincrònics en grups simètrics, és a dir, harmonia en la perfecció tècnica.
El corps de ballet s'estructura sovint jeràrquicament segons les diferents funcions. A l'Òpera de París, per exemple, s'organitza en quadrilles, coryphées i subjectes. A l'Òpera de Viena hi ha una divisió entre ballarins i imitadors. Els ballarins del Corps de Ballet també fan tasques en solitari amb més freqüència que els coristes d'òpera. Passar del Corps de Ballet a solista era la ruta habitual quan els ballarins començaven de nens, i encara avui és possible.
Des del segle xx, ha estat qüestionada sovint la subordinació i la conformitat altament professional del corps de ballet. El seu anonimat sovint semblava contradir la individualitat artística. Per això sovint s'han encomanat tasques individualitzades als components i s'ha reduït la distància amb els solistes. Els grups de dansa al teatre de dansa moderna són sovint dissenys oposats extrems a les tasques clàssiques del corps de ballet.
Al segle xx, als Ballets Russos de Diaghilev, Bronislava Nijinska (El casament, 1923) i George Balanchine (El fill pròdig, 1929) van experimentar amb construccions de corps de ballet geomètriques i visualment expressives. A la coreografia neoclàssica, principalment amb George Balanchine, el corps de ballet ocupa un paper especial: aquí el conjunt participa plenament en l'actuació, i cada ballarí ha de demostrar les mateixes qualitats que una ballarina.
El corps de ballet masculí va adquirir gran importància de la mà de coreògrafs com Maurice Béjart. Per als coreògrafs moderns, com Jiri Kilian i Nacho Duato, els límits entre els solistes i el cos de ball són borrosos: sovint, en les seves produccions, tots els ballarins fan una tasca creativa equivalent.

## Categoria
Una ballarina del corps de ballet també pot fer referència a una ballarina que té un rang de corps de ballet en una companyia de ballet professional. Aquesta posició és un pas més enllà d'un lloc d'aprenent i ja es considera com un membre de ple dret de la companyia. Encara que un ballarí del corps de ballet sol ballar sempre papers singulars en un ballet, això no vol dir que mai pugui fer un paper principal. Sovint, els ballarins del corps de ballel tenen l'oportunitat de ser solistes per demostrar-ne la tècnica i la capacitat interpretativa. Aquesta oportunitat és realment l'única manera descendir en una companyia. Encara que pot passar, és molt poc probable que un ballarí sigui promocionat a un lloc de solista sense haver ballat mai un paper de solista.
Tot i que el corps de ballet sol ser el lloc més baix d'una companyia, acostuma a ser el més nombrós, ja que és habitual que en un ballet clàssic es necessitin vint ballarins del corps però només dos ballarins principals. Significa sovint que un ballarí del corps de ballet acabarà actuant en més espectacles que un ballarí solista, simplement perquè no hi ha prou papers de solista perquè tots els ballarins d'aquests rangs estiguin a tots els espectacles.
El rang de corps de ballet no s'ha de confondre amb el d'un principiant. Alguns ballarins professionals fan una llarga carrera de 15 a 20 anys i mai no ascendeixen. Això pot ser degut a moltes raons, entre elles el nivell de destresa, la capacitat d'actuar sota una pressió més gran a l'escenari, el moment en què s'incorporen o abandonen i, lamentablement, la política. Una llarga carrera com a ballarí del corps de ballet no és una cosa per avergonyir-se'n, i un ballarí que es retiri com a membre del corps de ballet pot ser tan dedicat, treballador i apassionat pel ballet com un ballarí principal.